# 치비텔라산파올로
치비텔라산파올로(이탈리아어: Civitella San Paolo)는 이탈리아 라치오주 로마현에 위치한 코무네다. 로마로부터 북쪽 35km 거리에 있다.